# El Dorado
 For alternative betydninger, se Eldorado (flertydig). (Se også artikler, som begynder med Eldorado)
El Dorado (spansk: "den forgyldte") var ifølge indianske legender konge af et land af samme navn. El Dorado lod sig hver dag blive dækket med guldstøv. Rygterne om El Dorado blev spredt af de spanske conquistadorer i det 16. århundrede. Landet El Dorado er desuden en utopi. I dag bruges navnet El Dorado mest som et metaforisk udtryk om steder, hvor man nemt kan tilegne sig velstand.